# Gregorius XVI
Gregorius XVI, född Bartolommeo Alberto Cappellari 18 september 1765 i Belluno, Italien, död 1 juni 1846 i Rom, var påve från och med 2 februari 1831. 

## Biografi
Bartolommeo Alberto Cappellari föddes i Belluno som son till Giovanni Battista Cappellari och Giulia Pagani Gesa. Han inträdde vid 18 års ålder i kamaldulensorden, försvarade 1786 en tes om påvens ofelbarhet, blev 1805 abbot i klostret San Gregorio i Rom, och uppehöll sig under den franska ockupationen av Rom på Murano, till 1814 då han återvände till Rom.
Cappellari utsågs av påve Leo XII den 21 mars 1825 till kardinalpräst av San Callisto (Trastevere) in pectore. Utnämningen offentliggjordes ett år senare, den 13 mars 1826. Han var prefekt för Propaganda fide mellan 1826 och 1831. Som sådan deltog han i flera av den följande tidens konkordatförhandlingar. 
Till påve valdes Gregorius den 2 februari 1831. Innan han fått sin vigning, stod han mitt uppe i den italienska revolutionen. Gregorius lyckades med österrikisk hjälp kuva resningen i Bologna. Den 23 mars 1831 avgav han genom ett edikt ett löfte om en reformerad styrelse av Kyrkostaten, men när han inte med en min verkade villig att infria detta löfte krävde de fem stormakterna genom ett memorandum den 21 maj 1831 vissa reformer. Gregorius lyckades emellertid under allehanda förevändningar förhala tiden, tills en ny resning tvingade honom att åter söka Österrikes hjälp. Detta föranledde Frankrike att besätta Ancona (1832). Först 1838 utrymdes åter Kyrkostatens område. 
I styrelsen förblev i huvudsak allt som det hade varit, och 1843 framträdde nya rörelser i Bologna och Rimini. På det kyrkopolitiska området var Gregorius lika obenägen för alla eftergifter åt den moderna tidsandan. Han råkade i konflikt med Preussen på frågan om de blandade äktenskapen. Läran om jungfru Marias obefläckade avlelse tog stora steg fram emot sin 
dogmatisering, och den berömda encyklikan Mirari vos (15 augusti 1832), som riktade sig mot Lamennais, utgjorde en krigsförklaring mot hela det moderna samhället. 
Gregorius ultramontana politik frammanade under de sista åren av hans pontifikat både i Frankrike och Italien en kampanj mot jesuiterna. Gregorius hyste stort intresse för vetenskap och konst; han inrättade nya museer (Museo Etrusco och Museo Gregoriano), återuppbyggde San Paolo fuori le Mura, understödde Mais och Mezzofantis forskningar och Overbecks konst. 
Gregorius XVI har fått sitt sista vilorum i Peterskyrkan. Hans gravmonument är utfört av Luigi Amici.